# Aula Palatina (Trier)

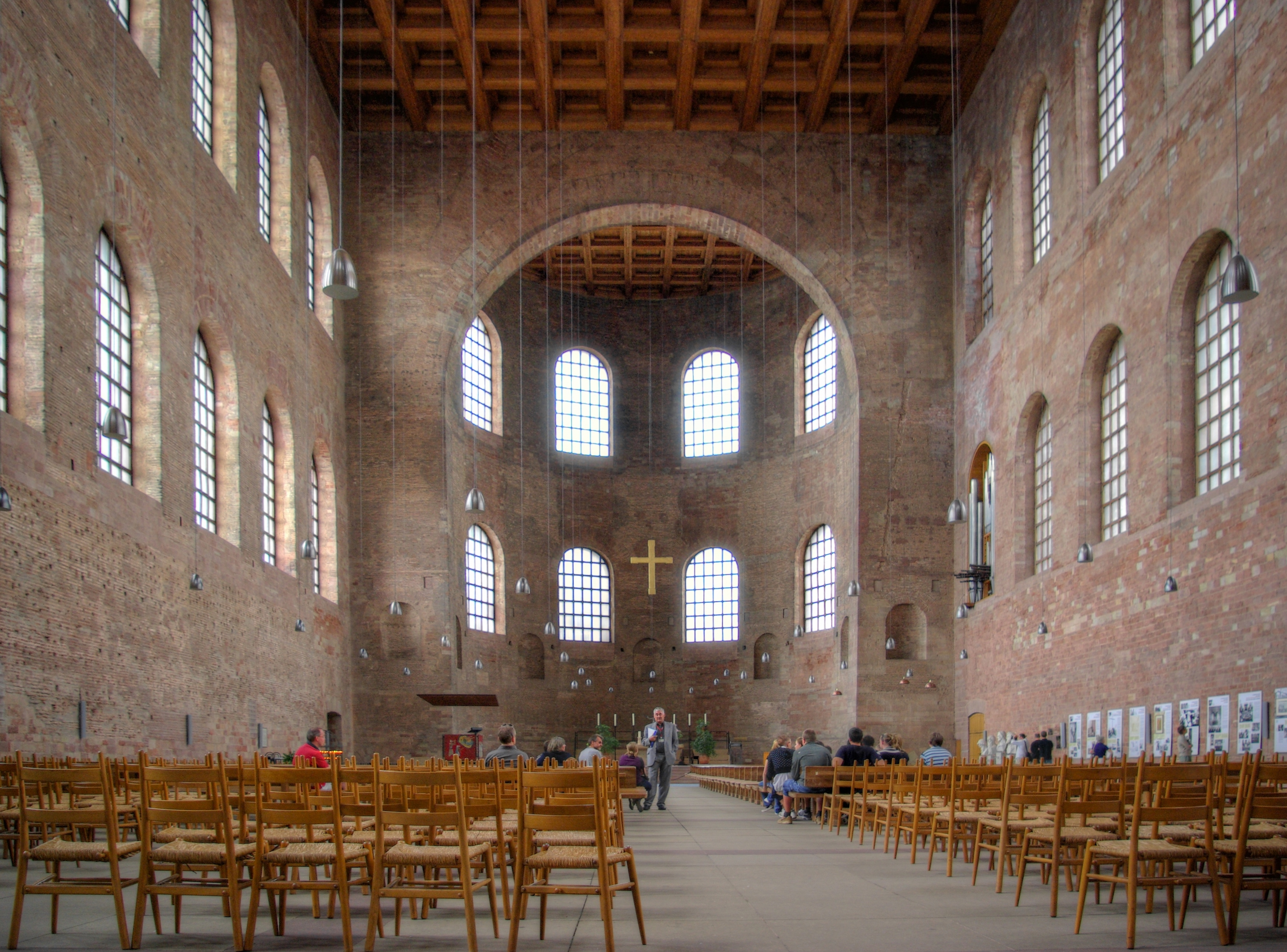
A bazilika belseje

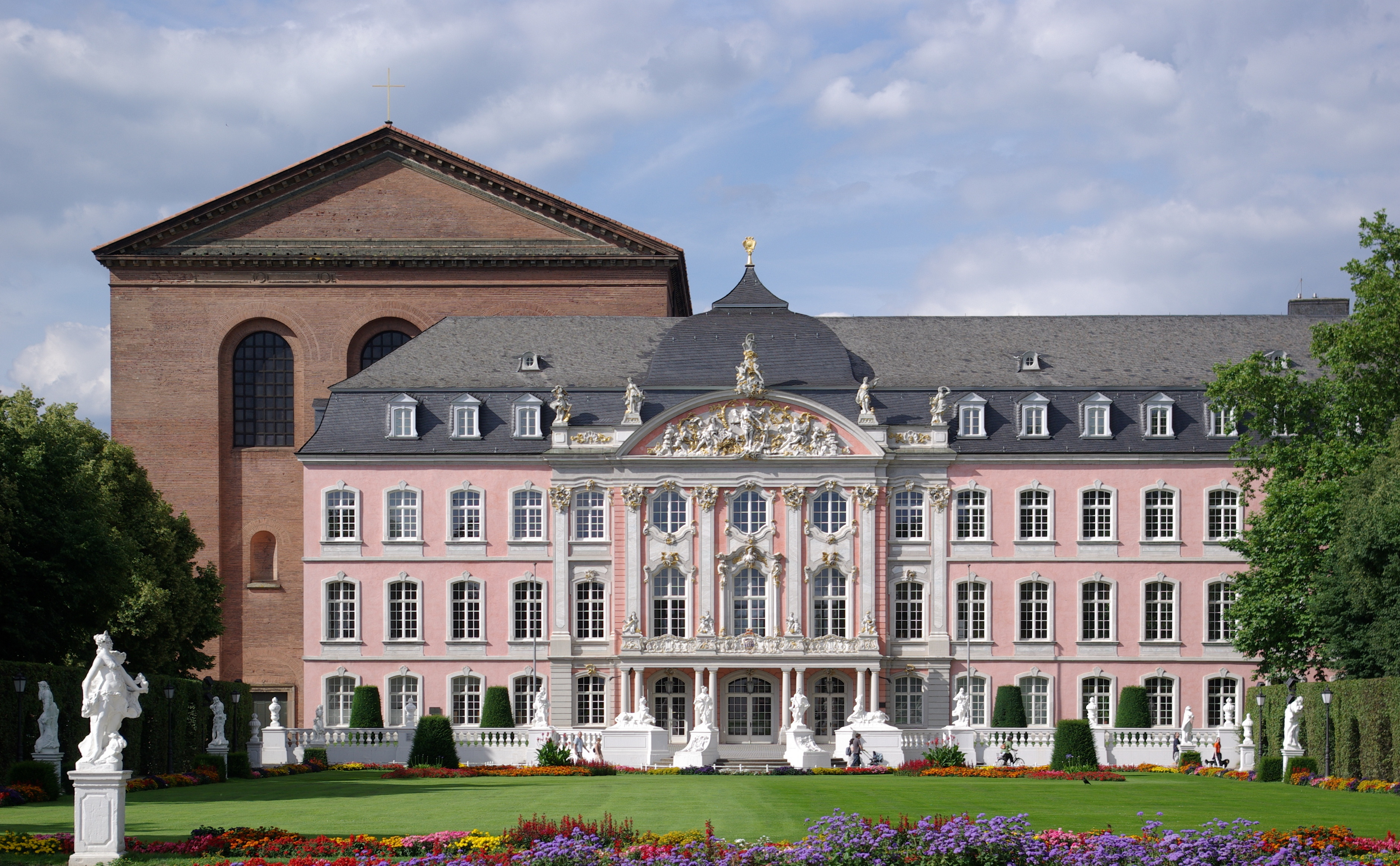
A bazilika és a választófejedelmi palota

A trieri Aula Palatina, mai nevén Konstantin-bazilika római kori aulaépület, benne található a legnagyobb fennmaradt ókori terem: az építmény belseje 67 méter hosszú, 27,2 méter széles és 33 méter magas. 1986 óta a város több más római kori műemlékével együtt a világörökség része lett.

## Története
A 4. század elején épített aula I. Constantinus császár trónterméül szolgált. A belsejét márvány borította, a feli fülkékben márványszobrok álltak. A padlókat és a falakat fűtötték. A hajdani nagyság és csillogás a rómaiak hatalmát volt hivatott bemutatni. 
Az aula építéséről nem maradtak fenn adatok, biztos azonban, hogy régebbi épületekre épült és nem egyedül állt, hanem a császári palotanegyed része volt. A többi épület maradványait az 1980-as években tárták fel és jelenleg azok is megtekinthetők. 
A bazilika mai képe nem hasonlít az eredeti állapotra, mivel korábban a téglaépület be volt vakolva. A régi vakolat részei és a stukkódíszítések az ablakok környékén megmaradtak. 
A hatalmas tér fűtése a következőképpen történt: a kettős padlózat alatt öt kályha helyezkedett el, amelyekből a forró levegő a két padló között illetve egy külön falburkolaton át áramlott. A burkolaton át kilépő melegített levegő hatására még a külső falak is felmelegedtek és kvázi fűtőtestként szolgáltak. 
A 12.–13. században az épület adományozás útján a trieri érsek birtokába került. 
A 17. század elején Lothar von Metternich közvetlenül a bazilika mellett építette fel  a választófejedelmi palotát. Erre a célra az épület keleti és déli falát lebontották, a maradékot az újonnan épült palotába integrálták. IV. Frigyes Vilmos porosz király megbízásából a bazilikát a Metternich-féle átépítési előtti állapotra építették vissza, Carl Schnitzler tervei alapján.
1856 óta a bazilikát az evangélikus egyház használja, de a Rajna–Pfalz tartomány tulajdona. 
A 19. század végén Gustav Kaupert frankfurti szobrász öt márványszobrot készített a bazilika számára. A szobroknak mára csak a feje maradt meg. 
A második világháború alatt az épület teljesen kiégett. A háború utáni helyreállítás során az építők tudatosan visszafogottan jártak el: a 19. század során historizáló módon kialakított belső teret kizárólag a téglafalakra egyszerűsítették.

## Fordítás
- Ez a szócikk részben vagy egészben  a   Konstantinsbasilika (Trier) című német Wikipédia-szócikk ezen változatának fordításán alapul.  Az eredeti cikk szerkesztőit annak laptörténete sorolja fel. Ez a jelzés csupán a megfogalmazás eredetét és a szerzői jogokat jelzi, nem szolgál a cikkben szereplő információk forrásmegjelöléseként.